# Vornborrtjärnen (Arvidsjaurs socken, Lappland, 726546-164256)
Vornborrtjärnen är en sjö i Arvidsjaurs kommun i Lappland och ingår i Byskeälvens huvudavrinningsområde.